# Фудзисава (станция)
Станция Фудзисава (яп. 藤沢駅 фудзисава эки) — крупная железнодорожная станция на линиях Токайдо, Сёнан-Синдзюку, Эносима и Энодэн расположенная в городе Фудзисава префектуры Канагава. Станция расположена в 51,1 километра от центральной станции Токио.

## История
Станция Фудзисава была открыта 11-го июля 1887 года, как часть используемого для пассажирских и грузоперевозок участка линии Токайдо соединяющего станцию Иокогама со станцией Кодзу. Станция Enoshima Electric Railway была открыта 1-го сентября 1902 года, а станция линии Эносима 1-го апреля 1929 года. С завершением строительства Грузового Депо Сёнан (яп. 湘南貨物駅 сёнан камоцу эки) на участке между станциями Фудзисава и Офуна 1-го октября 1960 года, обслуживание грузовых поездов на станции Фудзисава было прекращено. В 1970-х годах здание станции было существенно перестроено, были построены надземные переходы, связывающие платформы разных линий. Автоматические турникеты, принимающие карты Suica, были установлены в 2001 году.

## Линии
- East Japan Railway Company
  - Линия Токайдо
  - Линия Сёнан-Синдзюку
- Odakyu Electric Railway
  - Линия Эносима
- Enoshima Electric Railway

## Планировка станции

### Платформы JR East
2 платформы островного типа. 
| 1 | ■ Линия Токайдо (Shōnan Liner) | Синагава ・ Токио ・ Синдзюку                              |  |
| 2 | ■ Линия Токайдо (Shōnan Liner) | Хирацука ・ Одавара                                        |  |
| 3 | ■Линия Токайдо                 | Иокогама ・ Токио                                          |  |
| 3 | ■Линия Сёнан-Синдзюку          | Иокогама ・ Синдзюку ・ Омия ・ Кумагая ・Осаки ・ Маэбаси |  |
| 4 | ■ Линия Токайдо                | Хирацука ・ Odawara ・ Атами ・ Нумадзу ・Ито (Линия Ито)  |  |

### Платформы Одакю
Одна двойная платформа заливного типа.
| 1   | ■ Линия Эносима | Катасэ-Эносима / Ямато ・ Сагами-Оно ・ Матида ・ Синдзюку (только составы из 10-ти вагонов) |
| 2   | ■ Линия Эносима | Катасэ-Эносима / Ямато ・ Сагами-Оно ・ Матида ・ Синдзюку (только для эеспрессов)           |
| 3/4 | ■ Линия Эносима | Ямато ・ Сагами-Оно ・ Матида ・ Синдзюку                                                    |

### Платформы Enoshima Electric Railway(Энодэн)
1 платформа залиного типа. Автоматические турникеты могут работать как с картами оплаты Suica так и  PASMO.
|  | ■ Enoshima Electric Railway | Камакура     |
|  | ■ Enoshima Electric Railway | только выход |

## Близлежащие станции
| «                                      | «                | Вид обслуживания     | »             | »              |
| Линия Токайдо                          | Линия Токайдо    | Линия Токайдо        | Линия Токайдо | Линия Токайдо  |
| -------------------------------------- | ---------------- | -------------------- | ------------- | -------------- |
| Офуна                                  | Офуна            | Local                | Цудзидо       | Цудзидо        |
| Офуна                                  | Офуна            | Rapid Acty           | Тигасаки      | Тигасаки       |
| Офуна                                  | Офуна            | Commuter Rapid       | Тигасаки      | Тигасаки       |
| Линия Сёнан-Синдзюку                   |                  |                      |               |                |
| Офуна                                  | Офуна            | Rapid                | Цудзидо       | Цудзидо        |
| Офуна                                  | Офуна            | Special Rapid        | Тигасаки      | Тигасаки       |
| Линия Эносима                          |                  |                      |               |                |
| Фудзисава-Хоммати                      |                  | Local                |               | Хон-Кугэнума   |
| Сёнандай                               |                  | Express (6 вагонов)  |               | Хон-Кугэнума   |
| Сёнандай                               |                  | Express (10 вагонов) |               | Катасэ-Эносима |
| Сёнандай                               |                  | Rapid Express        |               | Катасэ-Эносима |
| Enoshima Electric Railway Line(Энодэн) |                  |                      |               |                |
| Конечная станция                       | Конечная станция | -                    | Исигами       | Исигами        |